# NGC 4350
NGC 4350 је лентикуларна галаксија у сазвежђу Береникина коса која се налази на NGC листи објеката дубоког неба.
Деклинација објекта је + 16° 41' 36" а ректасцензија 12h 23m 57,8s. Привидна величина (магнитуда) објекта NGC 4350 износи 11,0 а фотографска магнитуда 12,0. Налази се на удаљености од 16,8000 милиона парсека од Сунца. NGC 4350 је још познат и под ознакама UGC 7473, MCG 3-32-23, CGCG 99-38, ARAK 362, VCC 685, PGC 40295.